# Pseudopotamilla polyophthalma
Pseudopotamilla polyophthalma är en ringmaskart som beskrevs av Hartmann-Schröder 1965. Pseudopotamilla polyophthalma ingår i släktet Pseudopotamilla och familjen Sabellidae. Inga underarter finns listade i Catalogue of Life.